# Robert Naeye
Robert Naeye (né le 22 juillet 1917 à Woluwe-Saint-Pierre et mort le 9 novembre 1998 à Schaerbeek) est un coureur cycliste belge. Professionnel de 1936 à 1951, il a notamment remporté les Six Jours de Paris et Munich. Devenu directeur sportif, il a dirigé l'équipe Solo de 1961 à 1964 puis l'équipe Peugeot de 1966 à 1980.

## Palmarès
- 1940
  - 2e de Anvers-Gand-Anvers
  - 3e du championnat de Belgique de poursuite
  - 3e des Six Jours de Bruxelles
  - 3e des Six Jours d'Anvers
- 1942
  - 2e du Prix Hourlier-Comès
- 1945
  - 3e du championnat de Belgique de demi-fond
- 1947
  - Six Jours de Paris (avec Achiel Bruneel)
  - 2e des Six Jours de Gand
- 1949
  - Six Jours de Munich (avec Maurice Depauw jr)
  - 3e des Six Jours d'Anvers
- 1950
  - Six Jours de Munich (avec René Adriaenssens)
  - 2e des Six Jours de Gand
  - 3e des Six Jours de Berlin
- 1951
  - Six Jours de Saint-Étienne
  - 2e des Six Jours de Bruxelles
  - 3e des Six Jours de Münster